# Кусково (станция)
Куско́во — железнодорожная станция Горьковского направления Московской железной дороги и линии МЦД-4, расположенная на границе районов Новогиреево и Вешняки города Москвы.

## История

### XIX-XX века
Станция была открыта в 1861 году как сортировочная. В 1963 году станция была относительно крупной: на ней работало 250 железнодорожников.

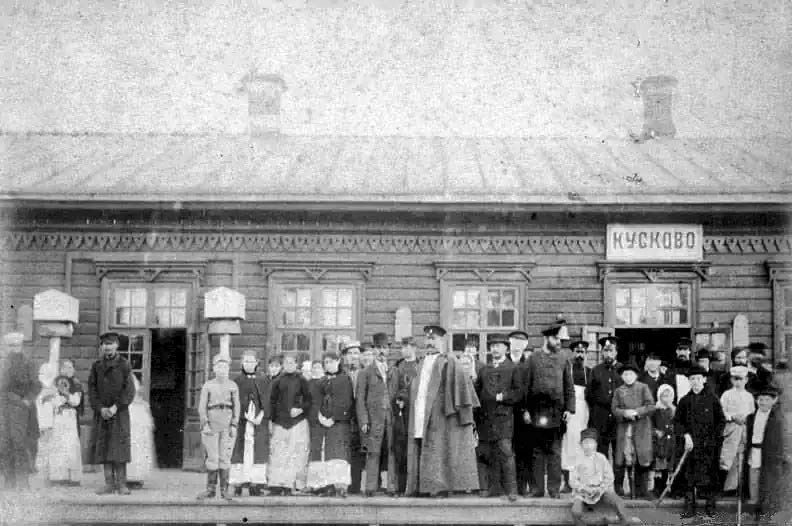
Станция Кусково, 1900 г.

### XXI век
В 2008 году на платформе станции был проведён ремонт. 3 июля того же года был открыт третий путь на участке от станции до Курского вокзала. В 2014 году пассажирская инфраструктура станции прошла ещё одну реконструкцию.

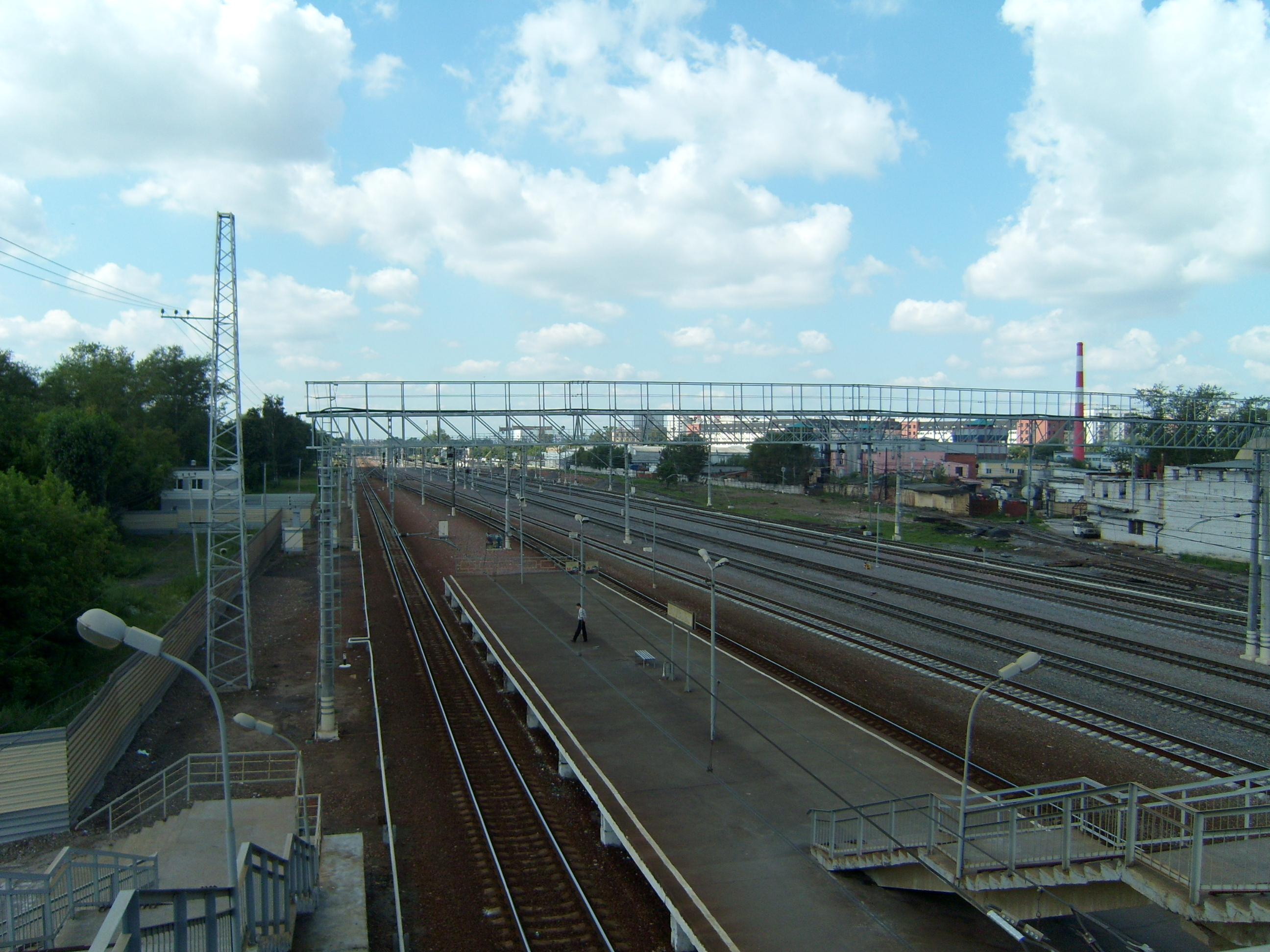
Старая платформа, пути в сторону Курского вокзала, 2009 г.
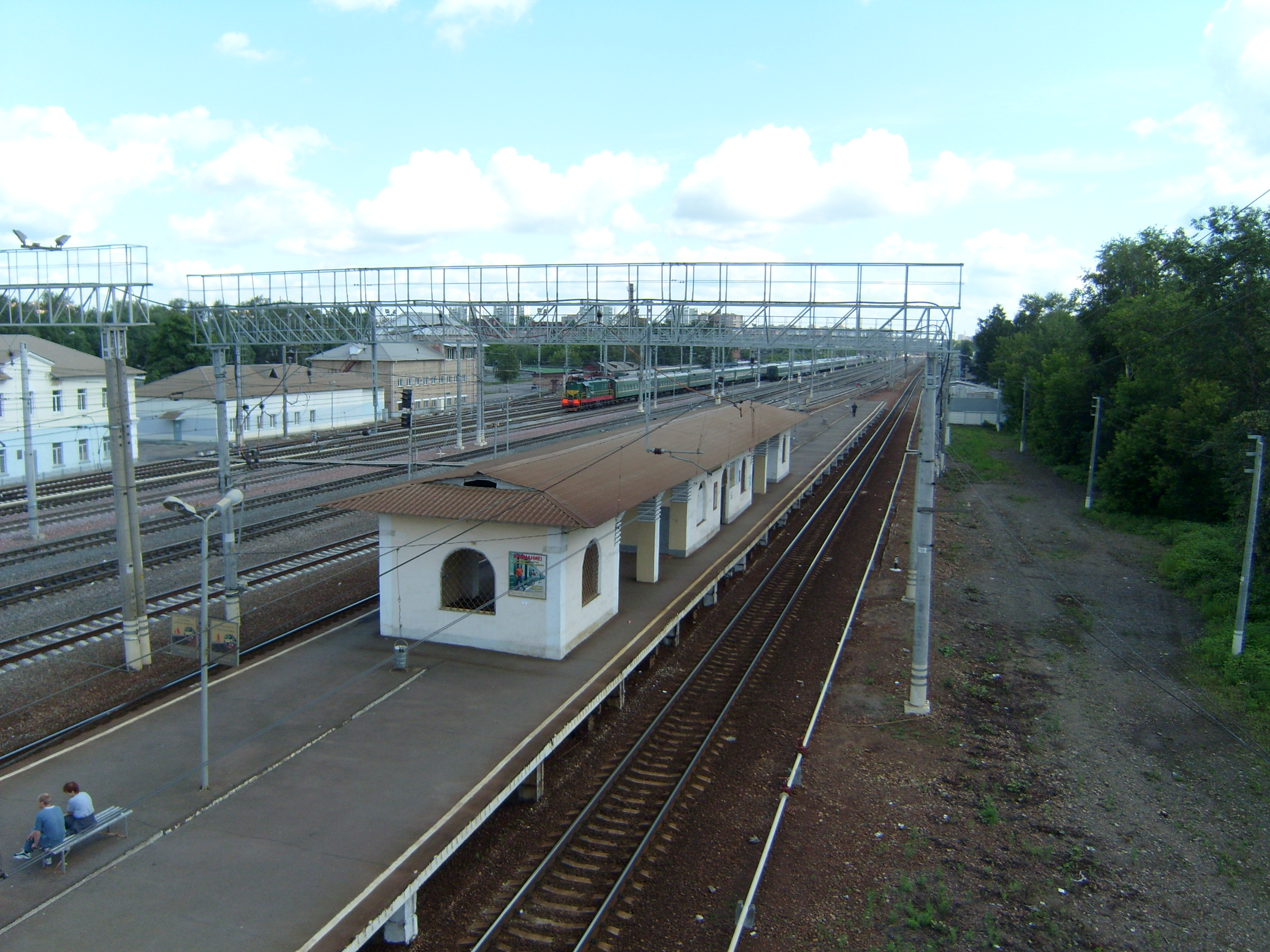
Старая пассажирская платформа и пути в сторону от Москвы, 2009 г.
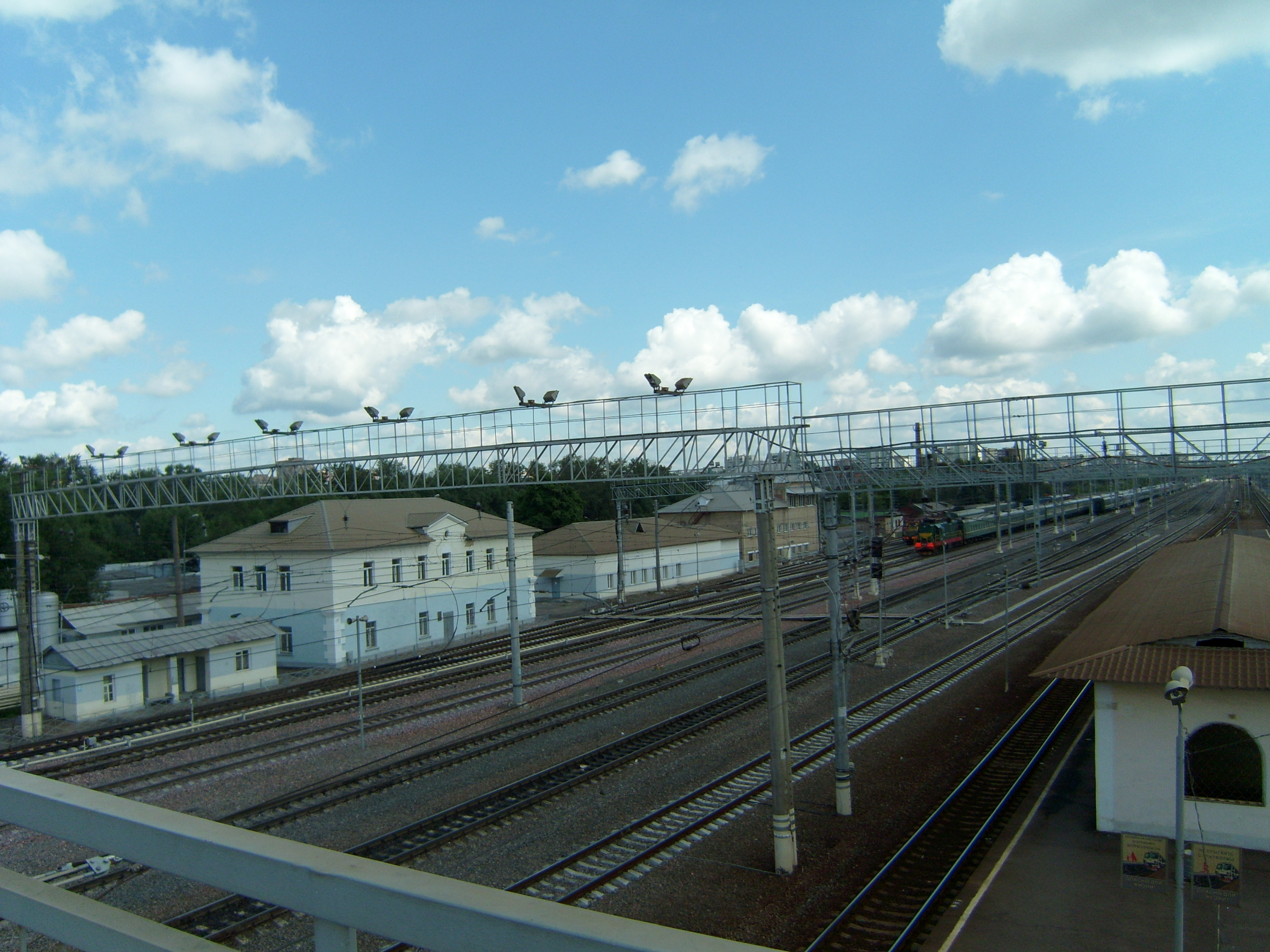
Пути на станции, 2009 г.

В январе 2018 года между Кусково и Чухлинкой произошёл обрыв контактного провода, что привело к проблемам с движением электропоездов и эвакуации пассажиров. В 2019 году появилась информация об обновлении платформенного фонда станции. К концу февраля 2020 года была возведена боковая платформа с навесами, брусчаткой и тактильной плиткой во всю длину; тогда же стало известно о реконструкции старой островной платформы.

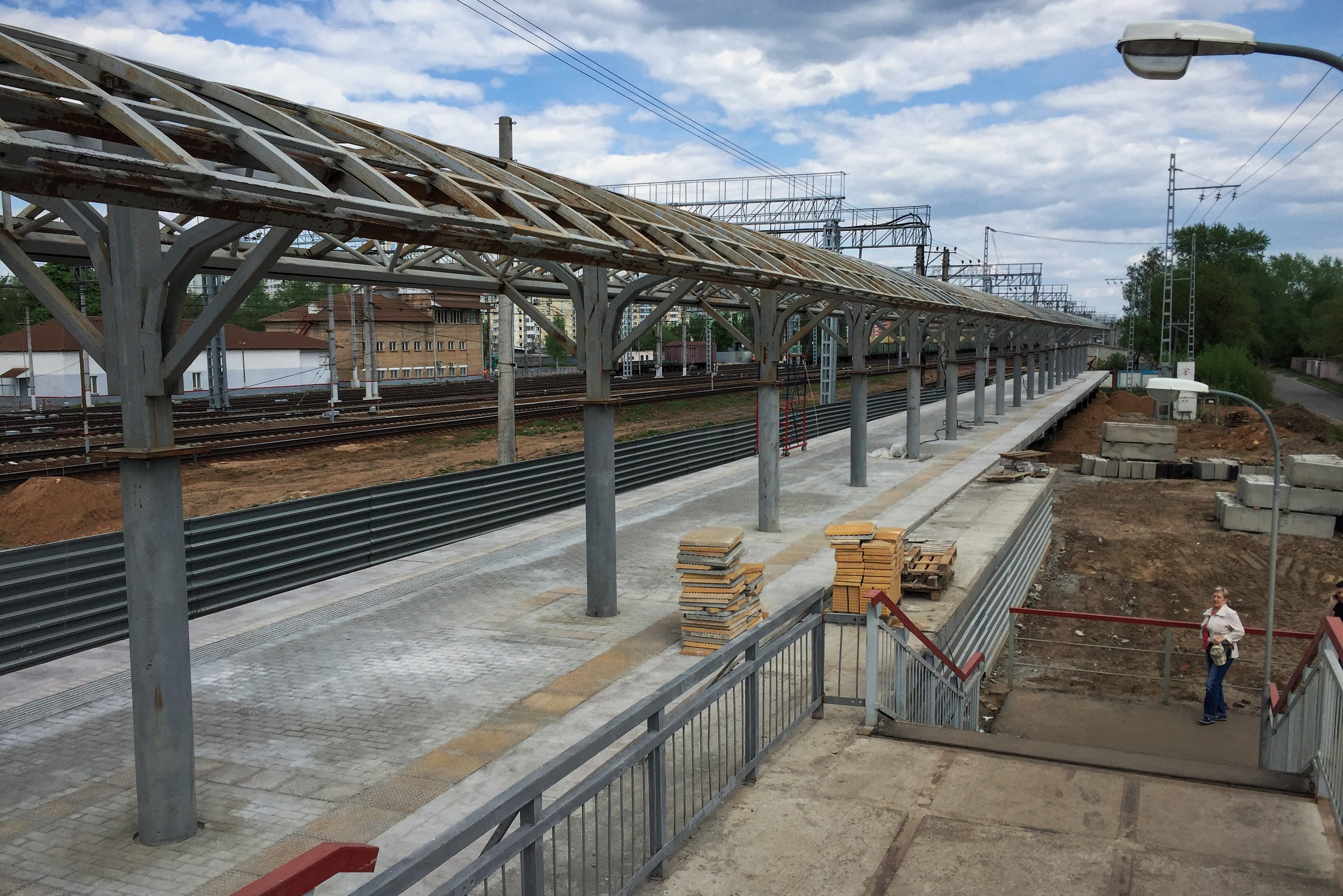
Строительство новой боковой платформы, 2016 г.
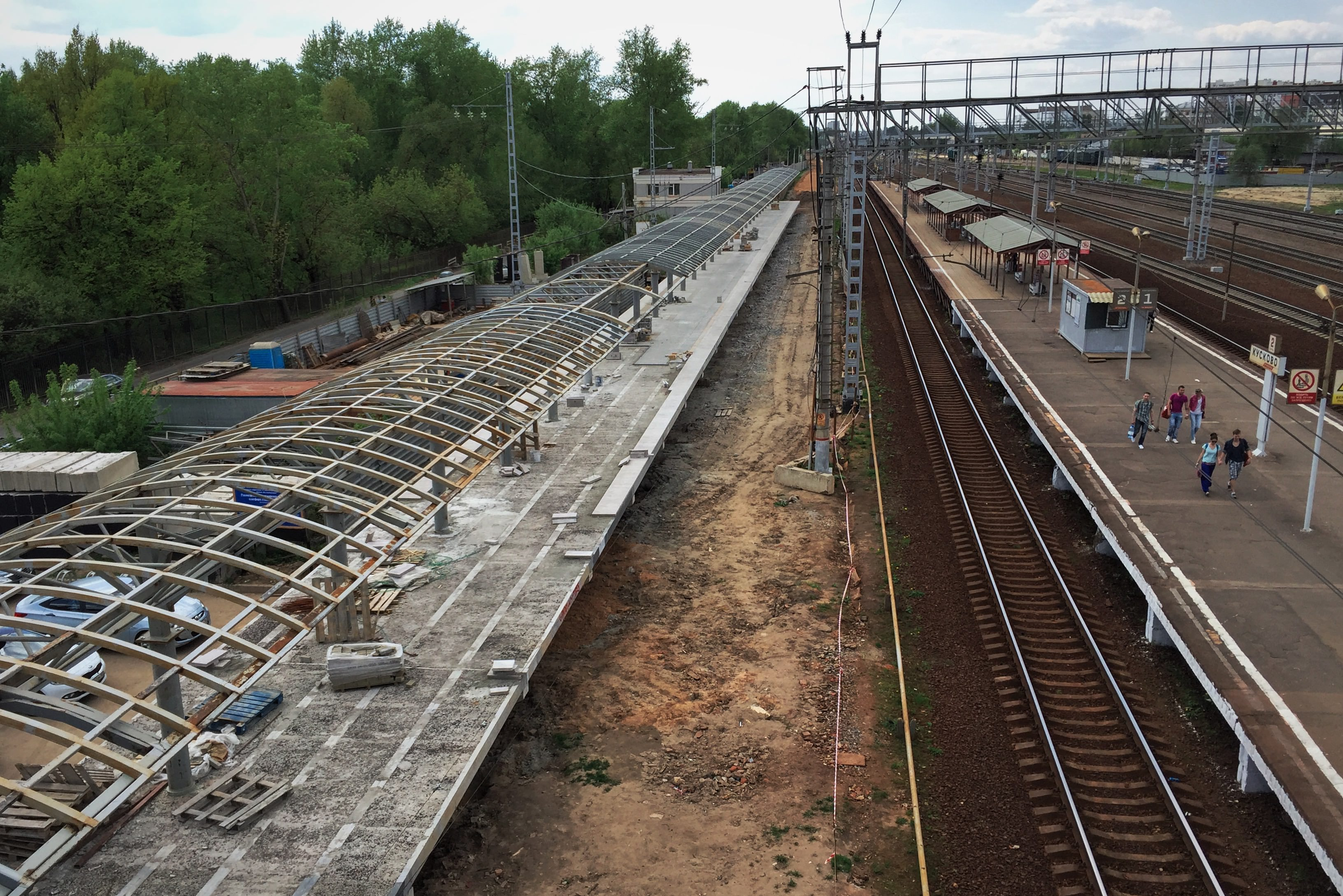
Старая островная платформа и строящаяся боковая, 2016 г.
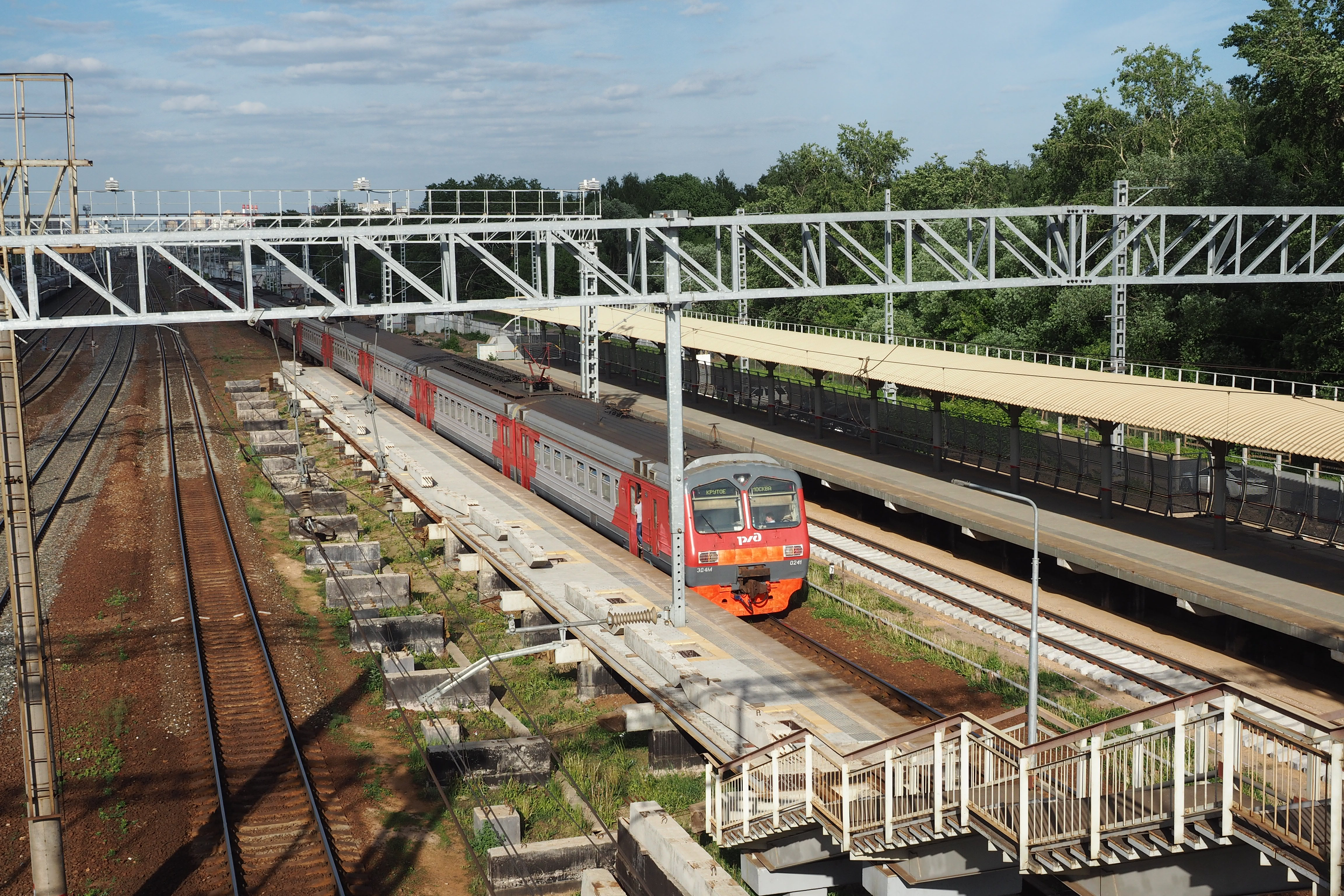
Построенная боковая и реконструируемая островная платформы, 2018 г.

29 мая 2021 года на станции был открыт пункт экипировки поездов, отправляющихся с Восточного вокзала Москвы; к этому времени для осуществления пропуска поездов на Восточный вокзал была реконструирована и электрифицирована соединительная ветвь Кусково — Лефортово. В конце 2021 года появилась информация, что на станции будет строиться новая тяговая подстанция, к концу 2022 года информация о строительстве подстанции была подтверждена.

## Описание

### Общая информация
Кусково является участковой станцией второго класса и включает в себя два пассажирских остановочных пункта — собственно Кусково и Новогиреево. Станция является одним из четырёх оставшихся внутри МКАД железнодорожных грузовых терминалов.

### Расположение
Остановочный пункт Кусково располагается по южной границе района Новогиреево и северной границе района Вешняки. С севера к платформам остановочного пункта подходит улица Новотетёрки, с юга параллельно им проходит Рассветная аллея. Западная часть станции и остановочного пункта граничит с Перовской эстакадой Северо-Восточной хорды, с востока остановочный пункт Кусково граничит с Новогиреевским путепроводом. Автобусных остановок в непосредственной близости от остановочного пункта нет.
О расположении остановочного пункта Новогиреево, входящего в станцию Кусково, см. соответствующую статью.

### Инфраструктура
Станция содержит 13 путей, а пассажирская её часть состоит двух платформ — островной и боковой, соединённых надземных пешеходным переходом, и оборудованных навесами. Остановочный пункт не оборудован турникетами и кассами, однако на нём есть терминалы предварительного проездного документа.

От станции проходят подъездные пути к Кусковскому заводу консистентных смазок, примыкающему к ней с северной стороны.

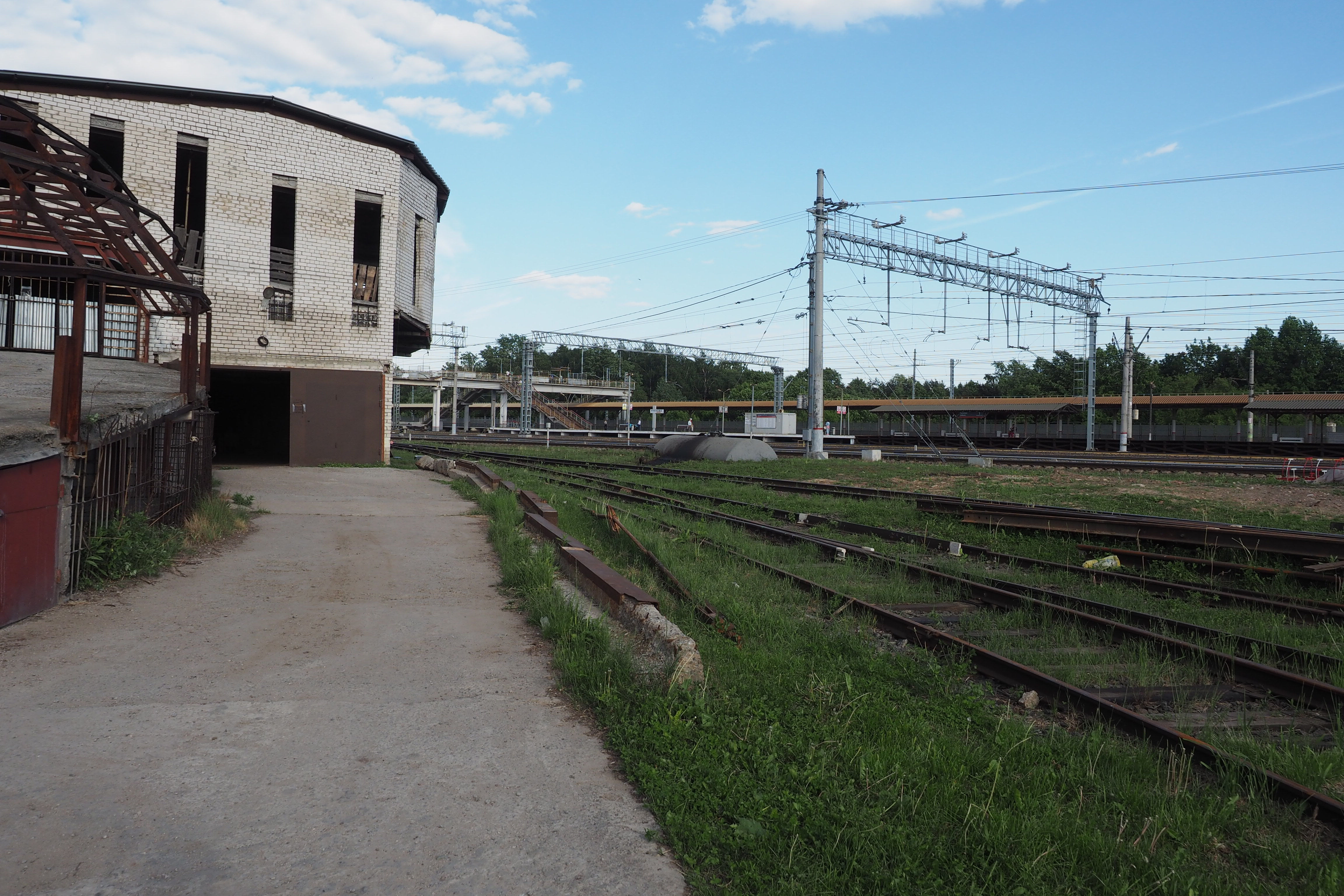
Вид на платформы и пути с северной стороны
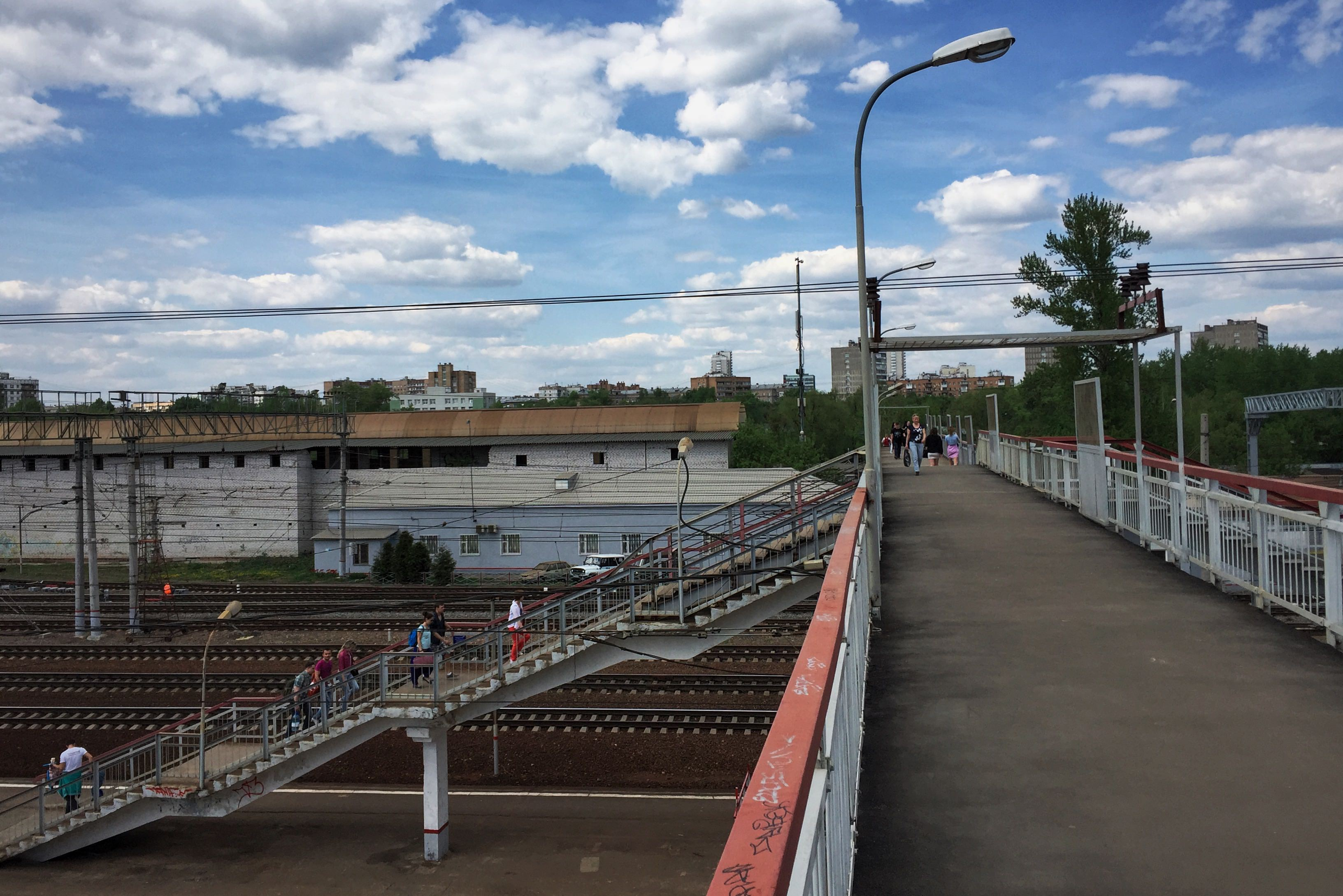
Надземный пешеходный переход между платформами
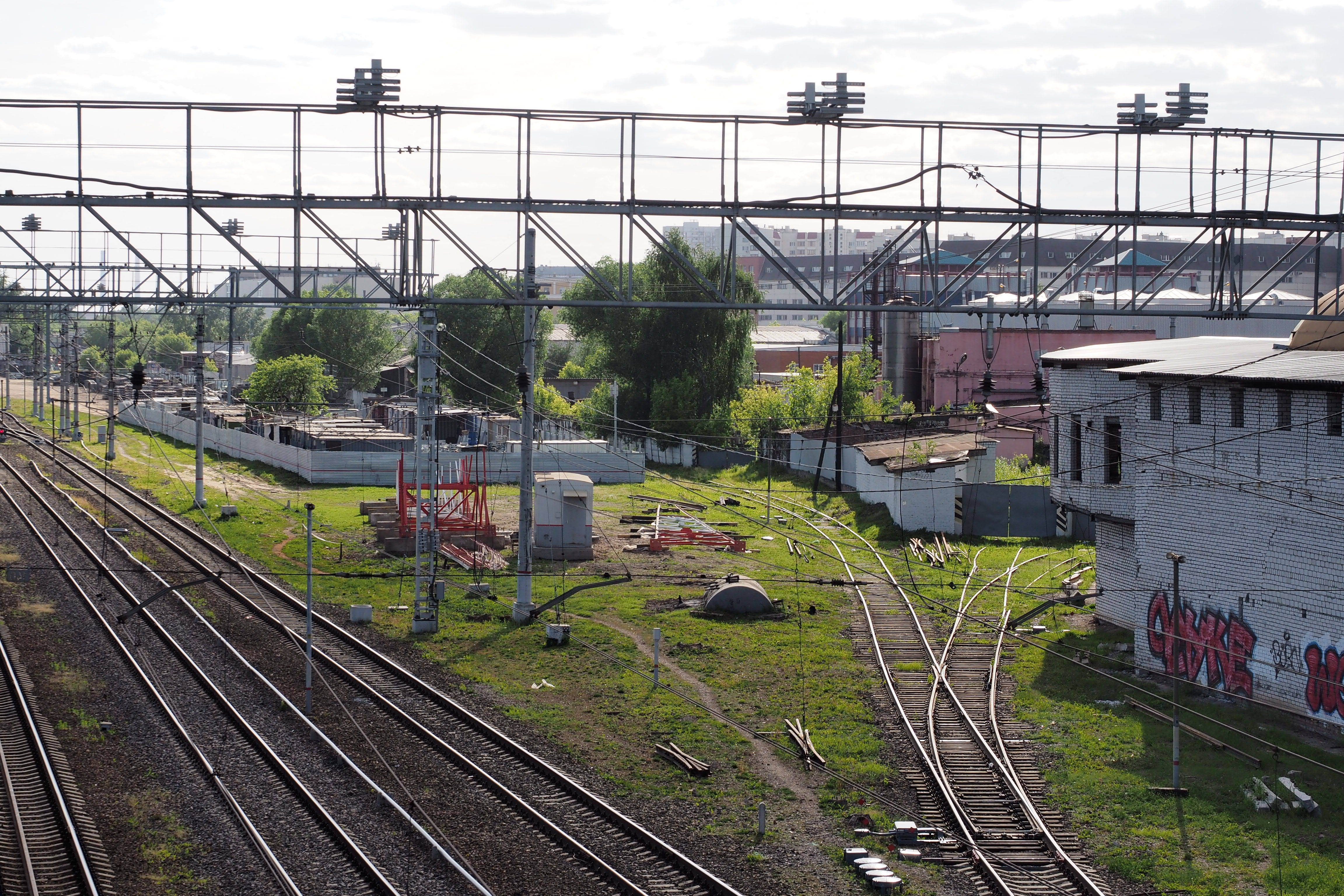
Подъездные пути к заводу консистентных смазок

### Достопримечательности
В непосредственной близости южнее платформ остановочного пункта Кусково располагается Кусковский лесопарк и усадьба Кусково.

### Наземный общественный транспорт
На этой станции можно пересесть на следующие маршруты городского пассажирского транспорта:
- Автобусы: с676

## Пассажирское движение
Время движения от Курского вокзала до остановочного пункта Кусково — около 15 минут. На остановочном пункте осуществляют остановку большая часть пригородных поездов Горьковского направления. Экспрессы и поезда дальнего следования следуют через остановочный пункт без остановки.